# Auto Esporte (programa de televisão)
Auto Esporte é um programa de televisão esportivo com foco no setor automobilístico, exibido pela TV Globo desde 13 de outubro de 2002 nas manhãs de domingo, é apresentado por um rodízio de repórteres exclusivos da própria atração.

## História
É um programa esportivo da TV Globo dedicado ao automobilismo, com reportagens e matérias enfocando automóveis, mecânica, testes de desempenho, avaliações de especialistas, lançamentos, dicas de trânsito e assuntos afins. É a versão televisiva da revista homônima da Editora Globo publicada desde 1964. Exibido nas manhãs de domingo, estreou em 13 de outubro de 2002.
O programa traz informações sobre os lançamentos do setor automobilístico, náutico e motociclístico no Brasil e no exterior. Inicialmente, era um quadro do Esporte Espetacular, estreado em junho, que fez tanto sucesso que logo se tornou um programa solo. Atualmente, é exibido nas manhãs de domingo, após o Globo Rural. Quando houvesse alguma transmissão de Fórmula 1, era exibido às 11:00, mas depois, passou a ser antes da corrida.
A primeira apresentadora foi Sílvia Garcia, que ficou no programa até 2010. No mesmo ano, entrou Millena Machado, que saiu em 2018, sendo substítuida por Kalinka Schütel. Todas as três vieram da Rede Bandeirantes, sendo que Kalinka teve no Auto Esporte sua primeira experiência como apresentadora titular. Com Kalinka no comando, o Auto Esporte mudou também sua dinâmica de apresentação, passando a ter repórteres comandando toda a atração.
Em dezembro de 2020, Kalinka deixa a apresentação e volta para a Rede Bandeirantes.